# VfB 뤼베크
VfB 뤼베크(VfB Lübeck)는 독일의 축구 클럽으로, 슐레스비히홀슈타인주의 뤼베크를 연고지로 한다. 2011-12 시즌에서 레기오날리가 노르트에 참가했다.

## 선수 명단

### 현역
참고: FIFA 자격 규정에 따라 소속된 국가대표팀 국기를 표시합니다. 선수는 복수의 FIFA 비회원국 국적을 가지고 있을 수 있습니다.
| 번호 | 포지션 | 국적 | 이름 |
| ---- | ------ | ---- | ---- |

| 번호 | 포지션 | 국적 | 이름 |
| ---- | ------ | ---- | ---- |

## 역대 감독
| 감독        | 임기        |
| ----------- | ----------- |
| 페터 노글리 | 1986 ~ 1989 |
| 디터 헤킹   | 2001 ~ 2004 |